# Véhicule radio-médicalisé
 (mai 2010).

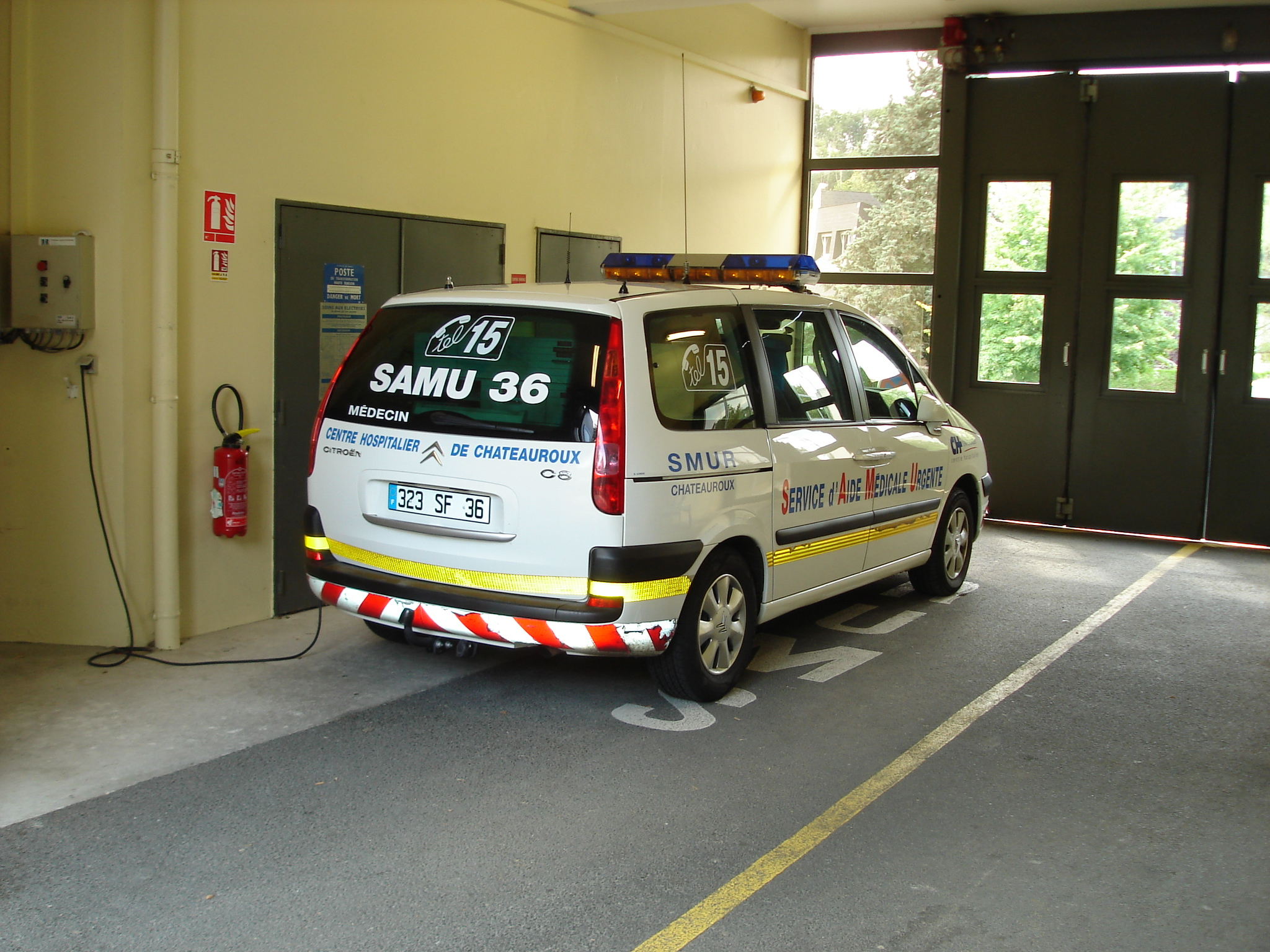
VRM du SAMU36

Un véhicule radio-médicalisé (VRM),  véhicule de liaison médical ou véhicule léger médicalisé (VLM), (véhicule d’intervention médicalisé (VIM) en Belgique ou Cardiomobile en Suisse) est un véhicule léger (voiture) avec à son bord un médecin et du matériel permettant des interventions d'urgence ou de réanimation, un appareil de radiotéléphonie pour rester en contact avec la régulation.

## En France
Il existe deux types de VRM en France :
- les VRM sapeurs-pompiers, rouges, avec à leur bord un médecin sapeur-pompier (MSP) et un infirmier sapeur-pompier (ISP).
- les VRM des Structures Mobiles d’Urgence et de Réanimation (SMUR), sont un des vecteurs terrestres disponibles pour les unités mobiles hospitalières (UMH) et ont donc à leur bord un(e) médecin urgentiste hospitalier, un(e) infirmier(e) et un(e) ambulancier(e). Dans la fonction publique hospitalière, l’ambulancier doit avoir réalisé, en plus du diplôme d’Etat  d’ambulancier,  une formation d’adaptation à l’emploi d’ambulancier SMUR et un stage de sécurité routière et de conduite en situation d’urgence.

L'envoi d'un VRM est complémentaire de l'envoi d'une ambulance, d'un véhicule de secours et d'assistance aux victimes (VSAV) ou d’un Véhicule de Premiers Secours à Personne (VPSP) d’une association agrée de sécurité civile, le personnel médical et son matériel venant alors l'équiper en cas de transport médicalisé.